# ضفادع الشبح
ضفادع الشبح (الاسم العلمي: Heleophrynidae)، فصيلة حيوانات قازبة. تتكون الفصيلة من جنسان، ضفدع الشبح وضفدع الشبح الفطري، وسبعة أنواع، تعيش في تيارات مائية جبلية سريعة التدفق في جنوب أفريقيا.